# Cementiri de Zorgvlied
El Cementiri de Zorgvlied és un cementiri en el Amsteldijk en Amsterdam, als Països Baixos, en el marge esquerre del riu Amstel. El cementiri va ser inaugurat en 1870 per la ciutat de Amstelveen, que encara ho posseeix i gestiona, encara que des de 1896, quan els límits de la ciutat es van modificar, es troba dins dels límits de la ciutat de Ámsterdam. És un dels cementiris més coneguts del país, es destaca per la gran quantitat de celebritats, especialment del món de la literatura i el teatre, enterrats allí.
El cementiri deu el seu nom a la vila en els terrenys de la qual es va construir. El disseny, va ser realitzat per Jan David Zocher, sobre la base de l'estil d'un jardí anglès. Zorgvlied va ser ampliat en 1892 pel fill de Zocher, Louis Paul Zocher, i novament en 1900, 1919, i 1926, quan es va convertir en un lloc de sepultures de la classe alta que en un altre temps van ser sovint enterrats en Westerveld en Driehuis. Un atri es va afegir en 1930.

## Monuments Nacionals
El parc i els camins del cementiri, així com una sèrie de tombes, es van afegir a la llista de Monuments Nacionals el març de 2008:
- Construcció del parc, 1869-1931 (disseny Jan David Zocher junior, L. van der Bijl, i C.P. Broerse)
- Camins, 1869-1931 (J.D. Zocher junior, L. van der Bijl en C.P. Broerse)
- Vila, 1869
- Portes i tanques, 1926
- Atrium, 1931 (disseny K.J. Mijnarends)
- Monument per Oscar Carré, 1891 (dissent J.P.F. van Rossum i W.J. Vuyk)
- Monument per la família Dorrepaal, 1886 (estàtua basada en un disseny de Frans Stracké)
- Monument per la família Von Rath-Bunge, 1894
- Monument per Margot G. Mulder, 1889
- Monument per Sophie de Vries, 1892 (estàtua dissenyada per H. Texeira de Mattos)
- Monument per P.W. Jansen, 1906 (construït per H. Kautsch)
- Monument per la família Hartog van Banda, 1873
- Monument per la família Johanna Elisabeth Sophia Knoll, 1900

## Galeria

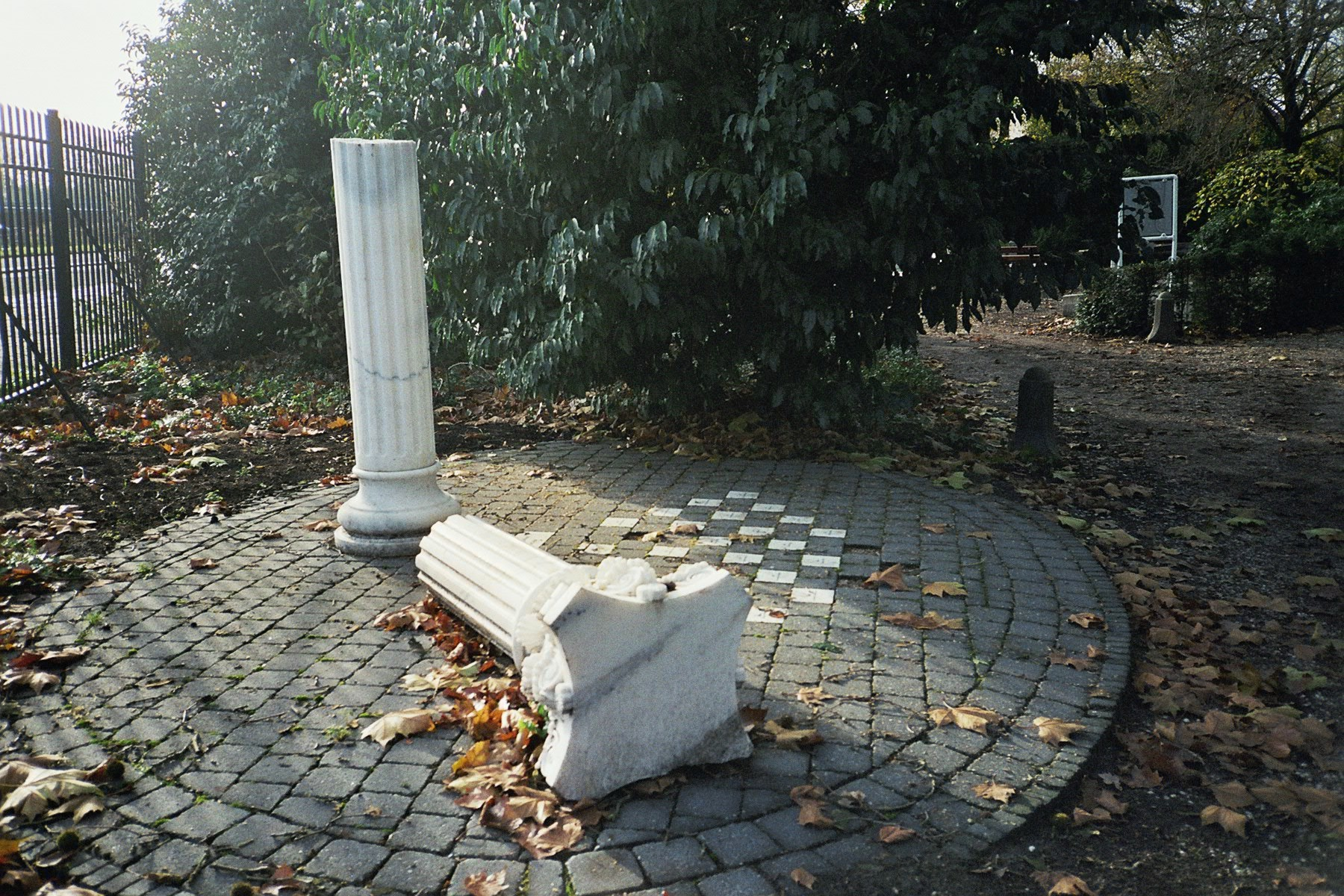
Monument escriptor Gebroken Kolom
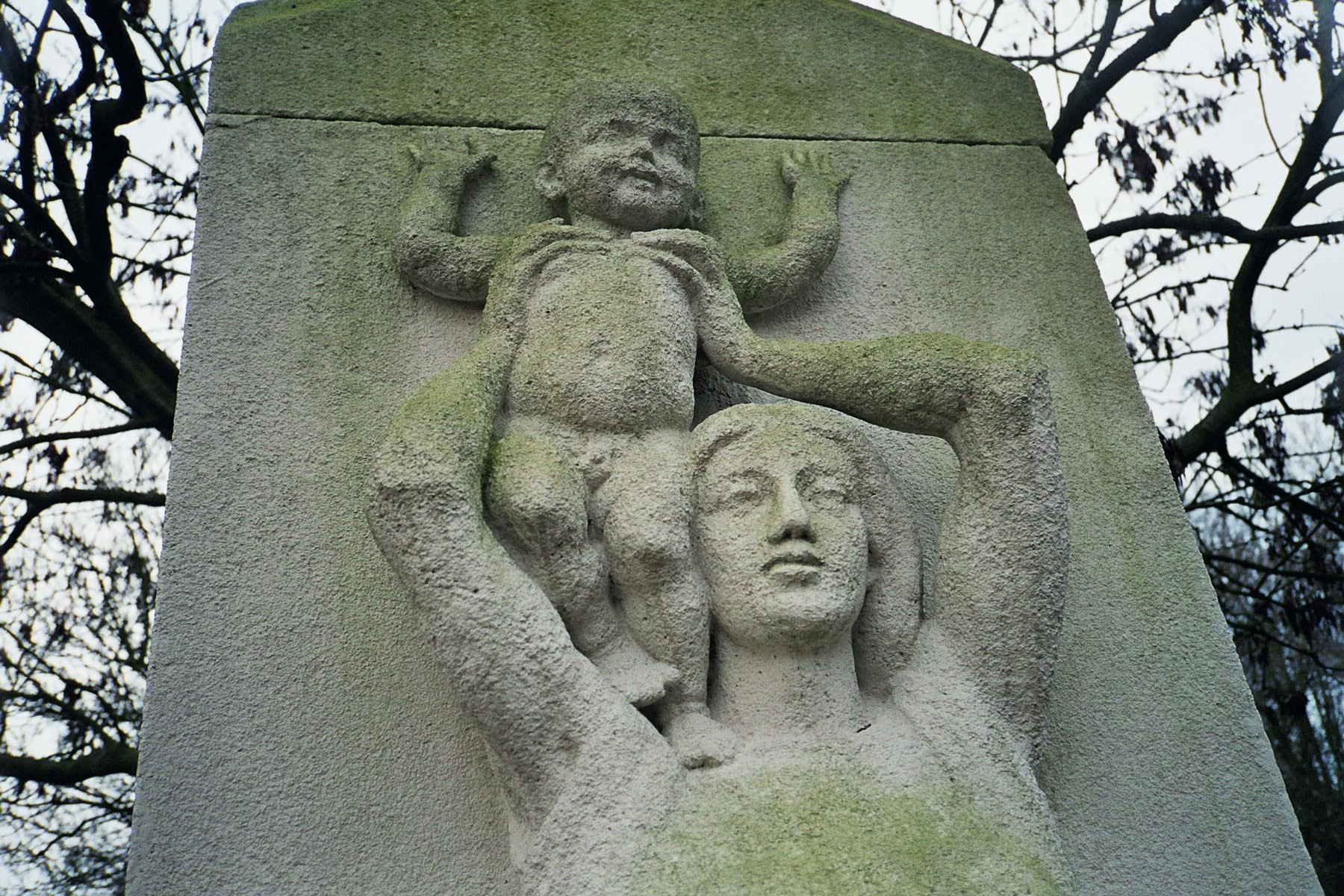
Moedermonument
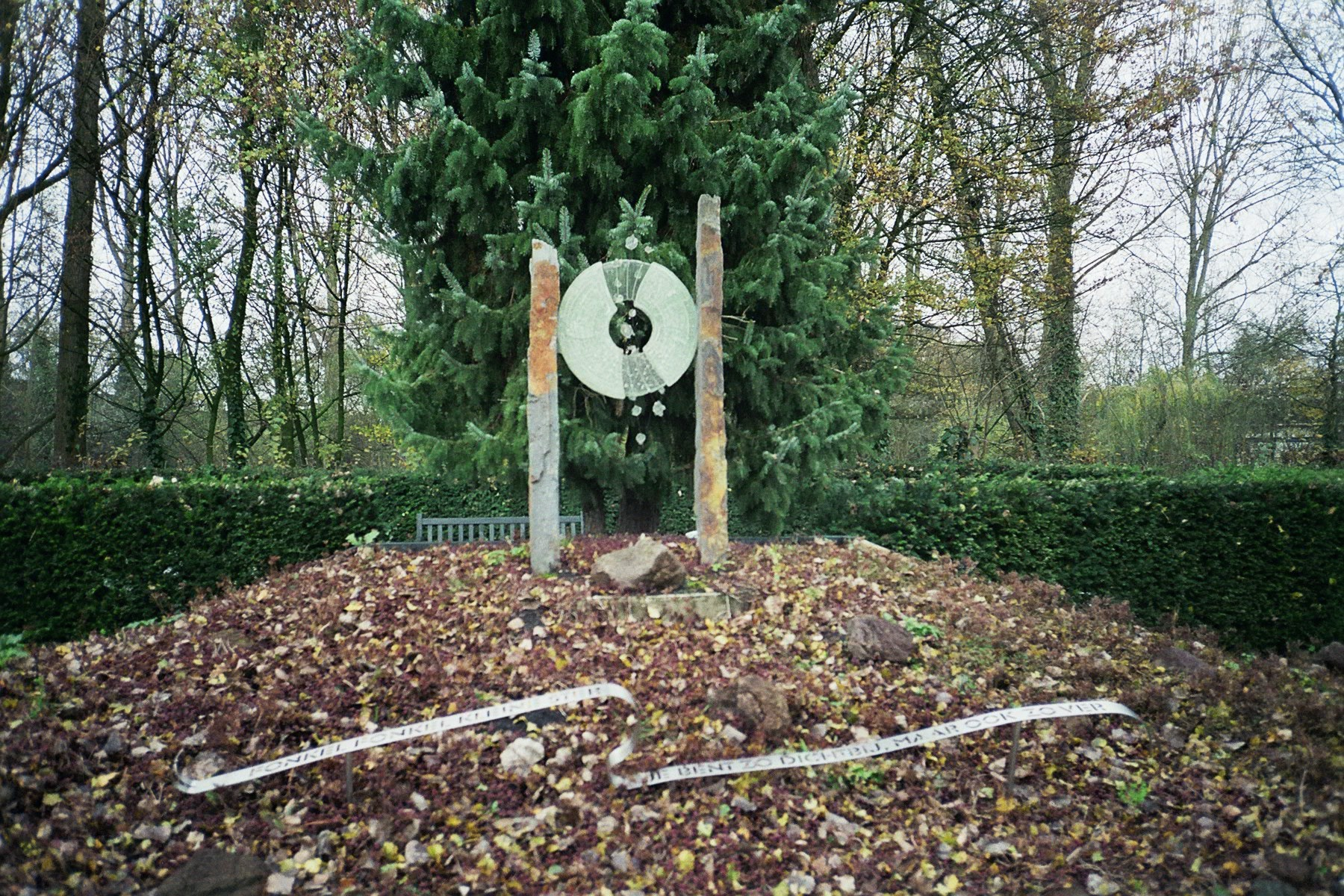
Sterretjesveld
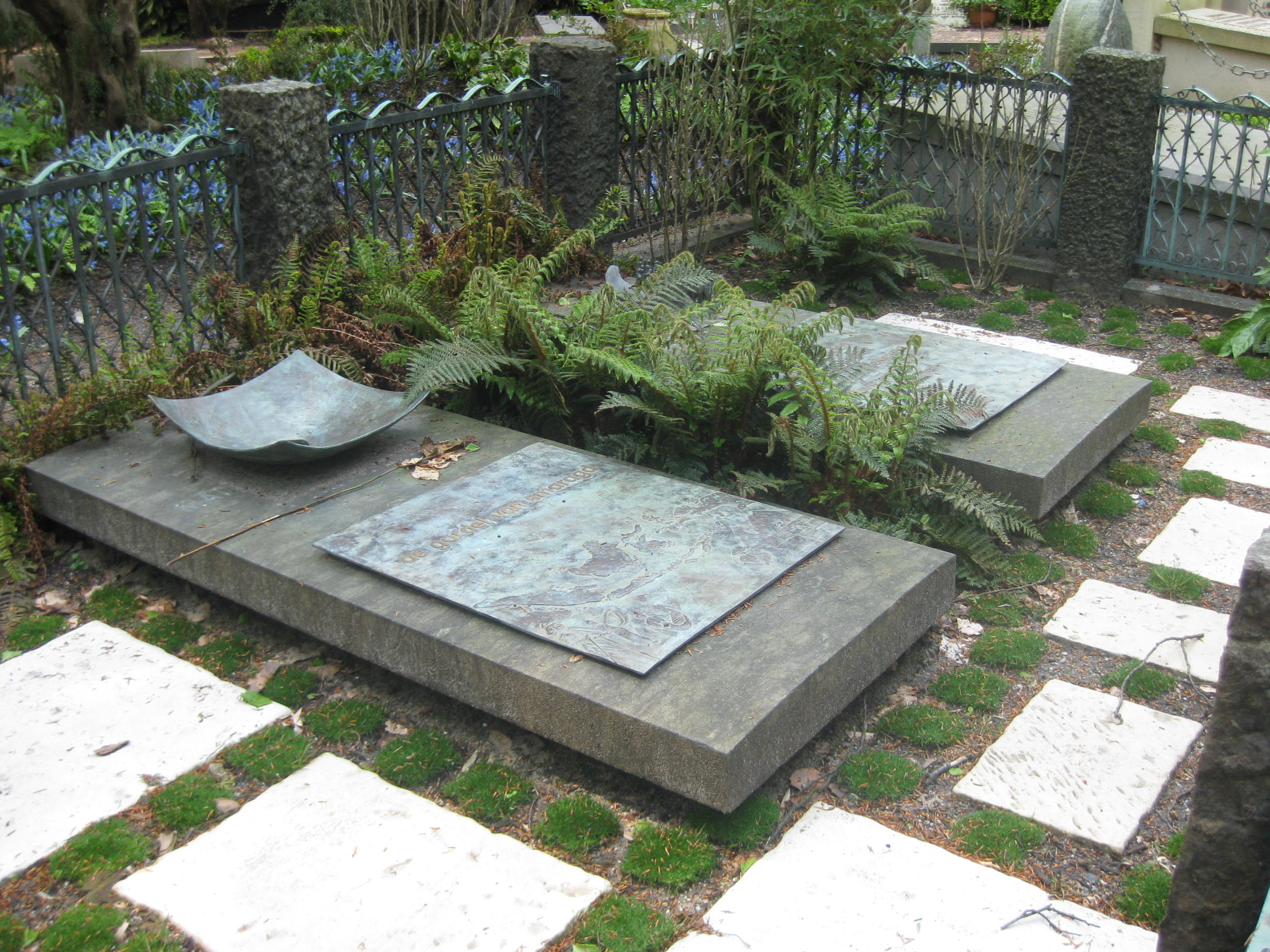
Gordel van Smaragd